# VANTAs
Вертикално подредените масиви от въглеродни нанотръбички (VANTAs) са уникална микроструктура, състояща се от въглеродни нанотръбички, ориентирани с надлъжната си ос перпендикулярно на повърхността на субстрата. Тези VANTAs ефективно запазват и често подчертават уникалните анизотропни свойства на отделните въглеродни нанотръбички и притежават морфология, която може да бъде прецизно контролирана. Следователно VANTA са широко полезни в редица настоящи и потенциални приложения на устройства.

## Синтез
Съществуват няколко експериментални технологии за подреждане на единични или масиви от CNTs по предварително определена ориентация. Техниките разчитат на различни механизми и следователно са приложими в различни ситуации. Тези техники се категоризират в две групи, отнасящи се до момента, в който се постига подравняването: (а) техники in-situ, при които подравняването се постига по време на процеса на растеж на CNT, и (б) техники ex-situ, при които CNT първоначално се отглеждат с произволна ориентация и подравняването се постига впоследствие, например по време на процеса на интегриране на устройството.

### Термично отлагане на химически пари

#### Механизъм на растеж
Термичното химическо отлагане на пари е широко разпространена техника за отглеждане на подредени масиви от CNT. В процеса на CVD горещ въглероден газ се разлага, *останалият въглерод дифундира във или около частиците на катализатора* и след това зароди графитни нанотръбички на една от кристалографските страни на катализатора. Диаметърът на катализатора пряко контролира диаметъра на отгледаните нанотръби. Съществуват два основни модела на растеж за CVD растеж на VANTAs: „модел на растеж на върха“ и „модел на растеж на основата“. В случая на модела tip-growth въглеводородът се разлага на горната повърхност на метала, въглеродът дифундира надолу през метала, а CNT се утаяват по дъното на метала, изтласквайки цялата метална частица от подложката, и продължават да растат, докато металът не се покрие напълно с излишния въглерод и каталитичната му активност не се прекрати. В случая на модела на базовия растеж първоначалното разлагане на въглеводородите и дифузията на въглерода протичат подобно на този в случая на върховия растеж, но утайката от CNT излиза от върха на металната частица и образува полусферичен купол, който след това се разширява нагоре под формата на безпроблемен графитен цилиндър. Последващото разлагане на въглеводородите се извършва върху долната периферна повърхност на метала, а разтвореният въглерод се разпространява нагоре. При повечето термични CVD процеси нанотръбичките се отглеждат по метода на коренния или базовия растеж. Морфологията както на отделните CNT, така и на масива от CNT се определя от различни параметри на CVD растежа, които могат да бъдат настроени така, че да се получат вертикално подредени масиви от CNT с различни структури.

#### Катализатор
Катализаторът позволява пиролизата на въглерода и последващия растеж на VANTA. Катализаторите обикновено са метали, които имат висока разтворимост на въглерода при високи температури и които показват висока скорост на дифузия на въглерода, като желязо (Fe), кобалт (Co) и никел (Ni). Съобщава се, че други преходни метали, като мед (Cu), злато (Au), сребро (Ag), платина (Pt) и паладий (Pd), също катализират растежа на CNT от различни въглеводороди, но имат по-ниска разтворимост на въглерода и съответно по-ниска скорост на растеж. Твърдите органометалоцени, като фероцен, кобалтоцен, никелоцен, също са често срещани катализатори. Установено е, че температурата и времето на етапите на термична и редукционна предварителна обработка на катализатора са решаващи променливи за оптимизираното разпределение на наночастици с различни средни диаметри в зависимост от първоначалната дебелина на филма. За израстване на CNT чрез CVD се прилага разпрашен тънък филм от катализатор (напр. 1 nm Fe). По време на нагряването филмът се размразява, като се образуват острови от желязо, които след това залагат нанотръбички. Тъй като желязото е подвижно, островчетата могат да се слеят, ако се оставят твърде дълго при температурата на растеж, преди да започне растежът на нанотръбичките. Отгряването при температурата на растеж намалява плътността на местата #/mm2 и увеличава диаметъра на нанотръбите. Тъй като нанотръбите растат от каталитичните острови, ефектите на струпване и силите на Ван дер Ваалс между други CNTs не им оставят избор да растат в друга посока, освен вертикално към подложката.
Височината на вертикално подредените CNTs също варира в зависимост от разстоянието между частиците на катализатора. В докладите се посочва, че при вертикално подредени масиви от CNT снопове, CNT растат по-дълги, когато в близост до тях растат други CNT, което се доказва от по-дълги CNT, израснали върху по-големи каталитични частици или когато каталитичните частици са разположени близо една до друга. Choi и сътр. съобщават за добра морфология и плътно разпределение на VANTAs, отгледани от Ni нанопрахове и магнитни течности, смесени в поливинилов алкохол, спин-покрити върху Si и алуминий. Xiong и др. демонстрират, че монокристалният магнезиев оксид (MgO) е способен субстрат за отглеждане на VANTAs с дължина до 2,2 mm, когато се катализира с Fe катализатор. Доказано е също така, че прилагането на монослой от Mo с катализатор от Co потиска разширяването на разпределението на диаметъра на SWNT в отгледаните VANTA, докато съставът и количеството на Co и Mo влияят на каталитичната активност.

#### Поддръжка
Материалът на подложката, нейната повърхностна морфология и текстурни свойства оказват значително влияние върху получения добив на VANTA. Някои примери за често използвани подложки при CVD са кварц, силиций, силициев карбид, силициев диоксид, алуминиев оксид, зеолит, CaCO3 и магнезиев оксид. Повечето субстрати се покриват с подслой, състоящ се от 10 – 20 nm алуминиев оксид, преди отлагането на катализатора. Това регулира оросяването на катализатора на острови с предсказуем размер и представлява дифузионна бариера между субстрата и металния катализатор. Li и сътр. са произвели VANTA, състояща се от Y-образни въглеродни нанотръбички, чрез пиролиза на метан върху покрит с кобалт катализатор от магнезиев оксид върху разклонени наноканални шаблони от алуминиев оксид. Qu et al. използват въглеродни влакна на основата на смола като носител за растежа на VANTA, използвайки източник на въглерод FePc. Полученият масив се разпространява радиално върху повърхността на въглеродното влакно.
Zhong и др. демонстрираха директен растеж на VANTA върху метални титанови (Ti) покрития с катализатор Fe/Ti/Fe, разпрашен върху SiO2/Si пластини. Alvarez и др. съобщават за възможността за нанасяне на спин-покритие върху разтвор на алумоксан като носител на катализатор за израстване на VANTA чрез CVD. След изпаряване на конвенционален Fe катализатор върху спин-покритата подложка, полученият добив на VANTA растеж е подобен на конвенционалните прахови подложки от Al2O3.

#### Източник на въглерод
Източникът на въглерод за CVD на VANTA най-често е въглероден газ, като метан, етилен, ацетилен, бензен, ксилол или въглероден оксид. Други примери за въглеродни прекурсори включват циклохексан, фулерен, метанол и етанол. Пиролизата на тези газове до въглеродни атоми варира в зависимост от скоростта на разлагане при температури на растеж, съдържанието на въглерод в молекулите на газа и катализатора за растеж. Линейните въглеводороди, като метан, етилен, ацетилен, се разлагат термично на атомни въглеводороди или линейни димери/тримери на въглерода и обикновено произвеждат прави и кухи CNT. От друга страна, цикличните въглеводороди, като бензен, ксилол, циклохексан, фулерен, произвеждат относително извити/издълбани CNT, като стените на тръбите често са премостени отвътре. Изравнени масиви от MWNTs са синтезирани чрез каталитично разлагане на смес от фероцен и ксилол върху кварцови подложки при атмосферно налягане и относително ниска температура (~675 °C).
Eres et al. установяват, че добавянето на фероцен в газовия поток чрез термично изпарение едновременно с ацетилен повишава скоростта на растеж на въглеродните нанотръби и разширява дебелината на VANTA до 3,25 mm. Фероценът е въведен в газовия поток чрез термично изпаряване едновременно с потока ацетилен. Qu и сътр. съобщават за CVD процес при ниско налягане върху SiO2/Si пластинка, при който се получава VANTA, състояща се от CNTs с навити заплетени краища. По време на пиролитичния растеж на VANTA първоначално образуваните сегменти от нанотръбички от основния процес на растеж растат в произволни посоки и образуват произволно заплетен горен слой от нанотръбички, в който след това се появяват лежащите под него прави масиви от нанотръбички. Zhong и сътр. изследват чисто термичен CVD процес за SWNT гори без ецващ газ и доказват, че актейленът е основният прекурсор на растежа, а превръщането на всяка изходна суровина в C2H2 е от ключово значение за растежа на SWNT VANTA. Реактивен ецвант, като вода, атомен водород или хидроксилни радикали, може да разшири прозореца на отлагане на SWNT горите, но не е необходим в реакторите със студени стени при ниски налягания.
Dasgupta и съавтори синтезират свободно стояща макротръбна VANTA с разпръскваща пиролиза на разтвор на фероцен-бензол в азотна атмосфера, като е установено, че оптималното условие за образуване на макротръбна геометрия е 950 °C, 50 mg/ml фероцен в бензол, скорост на изпомпване на течния прекурсор 1,5 ml/min и скорост на газовия поток от 5 lpm азот.

#### Температура
При твърде ниска температура атомите на катализатора не са достатъчно подвижни, за да се обединят в частици, които да зародят и развият нанотръбички, а каталитичното разлагане на въглеродния прекурсор може да е твърде бавно за образуването на нанотръбички. Ако температурата е твърде висока, катализаторът става твърде подвижен, за да образува достатъчно малки частици за образуване на ядра и израстване на CNT. Типичен диапазон от температури, подходящи за CVD растеж на VANTA, е 600 – 1200 °C. Температурата на растеж оказва влияние върху индивидуалната структура на CNT; при нискотемпературна CVD (600 – 900 °C) се получават MWCNT, докато високотемпературната реакция (900 – 1200 °C) благоприятства SWCNT, тъй като те имат по-висока енергия на образуване. За всяка система за CVD съществува критична температура, при която скоростта на растеж достига максимална стойност.
Температурната зависимост на растежа на въглеродни нанотръби с фероцен показва рязък спад при високи температури на субстрата и загуба на вертикално подреждане при 900 °C. Zhang et al. провеждат VANTA растеж върху серия от Fe/Mo/вермикулитни катализатори и съобщават, че с увеличаване на температурата на растеж подравняването на CNT, интеркалирани между вермикулити, се влошава.

#### Растеж, подпомаган от потока
Ключът към високите добиви на растеж е правилното въвеждане на окислителни агенти в газовата среда, така че повърхностите на частиците на катализатора да останат активни за възможно най-дълъг период, което вероятно се постига чрез балансиране на конкуренцията между растежа на аморфен въглерод и образуването на sp2 графитни кристали върху частиците на катализатора. Окислителите могат не само да премахнат или да предотвратят растежа на аморфния въглерод, но могат също така да ецнат в графитните слоеве, когато се използват в по-високи от благоприятните концентрации. Hata et al. съобщават за милиметрови вертикално подредени SWCNT с дължина 2,5 mm, използвайки процеса на CVD с водна асистенция на етилен с многослойни Fe/Al или алуминиев оксид върху Si пластини. Предложено е контролираното подаване на пара в CVD реактора да действа като слаб окислител и селективно да отстранява аморфния въглерод, без да уврежда растящите CNTs.

#### Полево подпомаган растеж
Тъй като всички CNTs са електропроводими, те имат тенденция да се подравняват с линиите на електрическото поле. Разработени са различни методи за прилагане на достатъчно силно електрическо поле по време на процеса на растеж на CNT, за да се постигне равномерно подреждане на CNT въз основа на този принцип. Ориентацията на подредените CNTs зависи главно от дължината на CNTs и електрическото поле, освен от термичната рандомизация и силите на Ван дер Ваалс. Тази техника е използвана за отглеждане на VANTAs чрез положително отклонение на субстрата по време на CVD растежа.
Друг модифициран подход за отглеждане на VANTAs е да се контролира ориентацията на феромагнитни катализатори, които имат една кристалографска магнитна лесна ос. Лесната магнитна ос има тенденция да бъде успоредна на магнитното поле. В резултат на това приложената магнитна сила може да ориентира тези магнитни каталитични наночастици, като например каталитичните железни наночастици и наночастиците Fe3O4. Тъй като само определен нанокристален фас на каталитичните наночастици е каталитично активен и скоростта на дифузия на въглеродните атоми по този фас е най-висока, CNTs преференциално израстват от определен фас на каталитичните наночастици и израсналите CNTs са ориентирани под определен ъгъл.

#### Индивидуално адресируеми наноструктури
Въглеродните нанотръбички могат да се отглеждат върху модифицирана подложка, която да позволява отделни електрически контакти към всяка наноструктура. Това отглеждане на нанотръби се осъществява чрез литографско поставяне на метални следи, разделени от изолационен материал, и свързване на тези следи с отделни каталитични места върху повърхността на субстрата. След това нанотръбите се отглеждат както обикновено при CVD и поредица от реакции в катализатора образува единичен преход между нанотръба и метален контакт. След това наноструктурите могат да бъдат индивидуално функционализирани и електрическите им реакции да бъдат измерени поотделно, без пресичане и други затруднения, които възникват от хетерогенността на масива. Тази техника, която постига прецизно разположение и конфигурация на отделните нанотръбички, разкрива и подобрява широк спектър от приложения на VANTA: диагностични тестове за много аналити едновременно, суперкондензатори с висока енергийна плътност, полеви транзистори и др.

### Усилване на CVD с плазма

#### Механизъм на растеж
При процесите на плазмено усилване на CVD (PECVD) постояннотокови електрически полета, радиочестотни електрически полета или микровълни създават плазма, която основно понижава температурата на синтез на CNTs. В същото време върху повърхността на субстрата се създава и електрическо поле (постоянно или променливо), за да се насочи разпространението на растежа на CNT. DC-PECVD процесът за вертикално подредени CNT масиви включва четири основни стъпки: евакуация, нагряване, генериране на плазма и охлаждане. Типичната процедура се провежда при налягане от 8 Torr в NH3 и при температура на растеж в диапазона 450 – 600 ◦. Веднага след като температурата и налягането се стабилизират, към междината между двата електрода се подава постоянно напрежение с напрежение 450 – 650 V, за да се възпламени електрически разряд (плазма) върху образеца. Времето за растеж може да варира от няколко минути до часове в зависимост от скоростта на растеж и желаната дължина на CNT. Когато се достигне краят на времето за растеж, напрежението на пристрастие се отстранява незабавно, за да се прекрати плазмата.
Zhong et al. съобщават за нов апарат за точково микровълново плазмено CVD, използван за SWNT върху Si субстрати, покрити със сандвич-подобна нанослоева структура от 0,7 nm Al2O3/0,5 nm Fe/ 5 – 70 nm Al2O3 чрез конвенционално високочестотно разпрашване. За първи път е демонстриран растеж на изключително плътни и вертикално подредени SWNTs с почти постоянна скорост на растеж от 270 mm/h в рамките на 40 min при температура от 600 °C, а обемната плътност на отгледаните SWNT филми е 66 kg/m3.

#### Катализатор
Образуването на плътен и относително равномерен слой от наночастици на катализатора също е от съществено значение за вертикално подредения растеж на SWCNT вертикално подредени SWCNT по метода PECVD. Amaratunga и съавтори съобщават за растежа на вертикално подредени CNTs чрез използване на PECVD техника с директен ток с катализаторна система от Ni и Co. Резултатите им показват, че подреждането на вертикално подредените CNTs зависи от електрическото поле и че скоростта на растеж може да се променя в зависимост от диаметъра на CNT, който достига максимум като функция на температурата на растеж. Отгледани са VANTAs, състоящи се от SWNTs, с дължина до 0,5 cm. Zhong et al. съобщават за нов апарат за точково микровълново плазмено CVD, използван за SWNTs върху Si субстрати, покрити със сандвич-подобна нанослоева структура от 0,7 nm Al2O3/0,5 nm Fe/ 5 – 70 nm Al2O3 чрез конвенционално високочестотно разпрашване. За първи път е демонстриран растеж на изключително плътни и вертикално подредени SWNTs с почти постоянна скорост на растеж от 270 mm/h в рамките на 40 min при температура от 600 °C, а обемната плътност на отгледаните SWNT филми е 66 kg/m3.

#### Подкрепа
При PECVD процесите субстратът трябва да бъде химически стабилен под въздействието на плазмата, която е богата на H-частици. Някои слабо свързани оксиди, като индиев оксид, могат бързо да се редуцират в тази плазма и затова обикновено не са приложими като подложка или подслой. Субстратът трябва да бъде и електропроводим, за да поддържа непрекъснат постоянен ток през повърхността си, откъдето израстват CNT. Повечето метали и полупроводници са много добри материали за подложки, а изолационните подложки могат да бъдат предварително покрити с проводящ слой, за да работят правилно в подкрепа на растежа на PECVD VANTA.

#### Въглероден източник
Обикновено се въвежда C2H2, за да се задейства растежът на CNT по време на PECVD на VANTA. Съотношението на дебита на NH3:C2H2 обикновено е около 4:1, за да се сведе до минимум образуването на аморфен въглерод. Behr et al. изследват ефекта на водорода върху наночастиците на катализатора по време на PECVD на VANTAs и показват, че при съотношение H2 към CH4 от около 1 железните наночастици на катализатора се превръщат във Fe3C и от удължените кристали на Fe3C израстват добре графитизирани нанотръби. Съотношенията H2 към CH4, по-големи от 5 в захранващия газ, водят до високи концентрации на водород в плазмата и силно редуциращи условия, които предотвратяват превръщането на Fe в Fe3C и водят до израстване на слабо графитизирани нановлакна с дебели стени.

#### Температура
Едно от основните предимства на използването на PECVD техники за растеж е ниската температура на растеж. Йонизацията на неутралните въглеводородни молекули вътре в плазмата улеснява разкъсването на C-H връзките и понижава енергията на активиране на растежа на CNT до около 0,3eV за разлика от 1,2eV, необходими при термичните CVD процеси.

#### Електрофоретично отлагане
Разтворите на CNT могат да образуват VANTA чрез подреждане по линии на постояннотоково или променливотоково електрическо поле. CNTs се поляризират в суспензията от електрическото поле поради диелектричното несъответствие между CNTs и течността. Поляризационният момент завърта CNTs към посоката на линиите на електрическото поле, като по този начин ги подрежда в обща посока. След като бъдат подравнени, CNTs се изваждат заедно с подложките и се изсушават, за да се образуват функционални VANTAs.

#### Механично натоварване
Случайно ориентираните CNTs върху подложка могат да бъдат опънати, за да се изправи и разплете филмът, като се счупи подложката и се издърпат краищата. Подредените CNTs са успоредни една на друга и перпендикулярни на пукнатината. Методът на разтягане може макроскопски да подравни CNTs, като същевременно не осигурява детерминистичен контрол върху подреждането или позицията на отделните CNTs по време на монтажа.

## Настоящи приложения

### Полеви емисионни устройства
CNT имат високи съотношения на страните (дължина, разделена на диаметър) и предизвикват много високи локални интензитети на електрическото поле около върховете. Полевата емисия в твърдите тела възниква при интензивни електрически полета и е силно зависима от работната функция на излъчващия материал. При разположение на паралелни плочи макроскопичното поле Emacro между плочите се определя от Emacro = V/d, където d е разстоянието между плочите, а V е приложеното напрежение. Ако върху плочата се създаде остър предмет, тогава локалното поле Elocal в неговия връх е по-голямо от Emacro и може да се свърже с: Параметърът γ се нарича коефициент на усилване на полето и основно се определя от формата на обекта. От отделни CNT могат да се получат типични коефициенти на усилване на полето, вариращи от 30 000 до 50 000, което прави VANTA един от най-добрите материали, излъчващи електрони.

### Поглътител на черно тяло
Основна статия: Vantablack
VANTAs предлагат уникална поглъщаща светлина повърхност поради изключително ниския си индекс на пречупване и наноразмерната грапавост на повърхността на подредените CNTs. Yang и др. демонстрират, че VANTAs с ниска плътност показват ултраниска дифузна отражателна способност от 1 × 10 – 7 със съответната интегрирана обща отражателна способност от 0,045 %. Въпреки че черните покрития VANTA трябва да бъдат директно пренесени или отгледани върху субстрати, за разлика от черните покрития, състоящи се от случайни мрежи от CNTs, които могат да бъдат преработени в CNT бои, те се считат за най-черния изкуствен материал на земята.
По този начин абсорберите на черни тела VANTA са полезни като абсорбери на разсеяна светлина за подобряване на разделителната способност на чувствителни спектроскопи, телескопи, микроскопи и оптични сензорни устройства. Няколко търговски продукта за оптични черни покрития, като Vantablack и adVANTA nanotube optical black, са произведени от покрития VANTA. Абсорберите VANTA могат също така да увеличат абсорбцията на топлина в материали, използвани в технологията за концентрирана слънчева енергия, както и във военни приложения, като например термичен камуфлаж. Визуалните прояви на абсорбери VANTA предизвикват интерес и от страна на художници, които искат да се възползват от потушаването на сенките от грапава повърхност. Неотдавна Vantablack беше използван от художника Асиф Хан за създаването на павилиона на Hyundai в Пьонгчанг за Зимните олимпийски игри през 2018 г.

### Въжета от въглеродни влакна
ВАНТА могат да се обработват чрез летливи разтвори или да се усукват, за да се кондензират в пресукани CNT прежди или въжета. Jiang et al. демонстрираха метод на предене и усукване, при който от VANTA се образува CNT прежда, която дава едновременно кръгло напречно сечение и якост на опън от около 1 GPa. Якостта на опън на CNT прежди, изпредени от свръхдълги CNT масиви с височина 1 mm, може да варира от 1,35 до 3,3 GPa.

### Еднопосочни листове
Lui и сътр. описват начини за контрол на физическите свойства на листове, изпредени от CNT масиви, включително дебелината на каталитичния филм, за контрол на разпределението на диаметъра на тръбите и времето на растеж за контрол на дължината на тръбите. Тези свойства могат да се използват за контрол на електрическите и оптичните свойства на листа, изпредени от масива. Листовете могат да бъдат полезни в научни приложения, като например поляризацията на светлината през листа (степента на поляризация може да се контролира и чрез температурата на листа).

### Залепващи филми
Биомимичните изследвания, насочени към възпроизвеждане на залепването на краката на геконите върху гладки повърхности, отчитат успех при използването на VANTA като сух лепилен филм. Qu et al. успяват да демонстрират филми от VANTA, които показват макроскопична сила на залепване от ~100 нютона на квадратен сантиметър, което е почти 10 пъти повече от тази на крака на гекон. Това е постигнато чрез настройване на условията за растеж на VANTA, за да се образуват къдрици в края на CNTs, които осигуряват по-силни междуфазови взаимодействия дори при гладка повърхност. Qu et al. също така демонстрират, че свойствата на лепилото са по-малко чувствителни към температурата, отколкото суперлепилото и тиксото.

### Газов сензор
VANTA позволяват разработването на нови сензори и/или сензорни чипове, без да е необходимо пряко манипулиране на отделните нанотръбички. Подравнената структура на нанотръбите освен това осигурява голяма добре дефинирана повърхност и възможност за модифициране на повърхността на въглеродните нанотръби с различни трансдукционни материали, за да се повиши ефективно чувствителността и да се разшири обхватът на откриваните аналити. Wei и сътр. съобщават за газов сензор, изработен чрез частично покриване на VANTA с полимерно покритие от горе надолу по дължината на тръбите им чрез нанасяне на капка полимерен разтвор (напр. поли(винилацетат), PVAc, полиизопрен, PI) върху филма от нанотръби, обръщане на композитния филм като свободно стоящ филм и след това разпрашаване на два лентови електрода от злато по масивите от нанотръби, които са стърчали от полимерната матрица. Демонстрирано е, че гъвкавото устройство VANTA успешно засича химически пари чрез наблюдение на промените в проводимостта, причинени от взаимодействието на преноса на заряд с молекулите на газа и/или промените в разстоянието между тръбите, предизвикани от набъбването на полимера чрез абсорбция на газ. Досега CNT са показали чувствителност към газове като NH3, NO2, H2, C2H4, CO, SO2, H2S и O2.

### Биологичен сензор
VANTAs действат като гори от молекулярни проводници, които позволяват електрическа комуникация между основния електрод и биологична единица. Основните предимства на VANTAs са наноразмерите на CNT-сензорния елемент и съответното малко количество материал, необходимо за откриваема реакция. Добре подредените CNT масиви са използвани за работа като сензори за рибонуклеинова киселина (РНК), сензори за ензими, ДНК сензори и дори сензори за протеини. Подобни ВАНТА от MWNT, отгледани върху платинени субстрати, са полезни за амперометрични електроди, при които оксигенираните или функционализирани отворени краища на нанотръбите се използват за имобилизиране на биологични видове, докато платиненият субстрат осигурява пренасянето на сигнала. За да се увеличи селективността и чувствителността на амперометричните биосензори, при производството на биосензори често се използват изкуствени медиатори и пермселективни покрития. Изкуствените медиатори се използват за пренасяне на електрони между ензима и електрода, за да се осигури работа при ниски потенциали. Gooding et al. демонстрираха, че скъсените SWNTs могат да бъдат подравнени нормално към електрода чрез самосглобяване и да действат като молекулярни проводници, за да позволят електрическа комуникация между основния електрод и редокс протеините, ковалентно прикрепени към краищата на SWNTs. Високата скорост на пренос на електрони през нанотръбичките към редокс протеините е ясно демонстрирана от сходството в скоростната константа за пренос на електрони към MP-11, независимо дали SWNTs са налице или не.

### Материали за термичен интерфейс
Интерфейсите VANTA са по-топлопроводими от конвенционалните материали за термични интерфейси при същите температури, тъй като фононите се разпространяват лесно по протежение на силно топлопроводимите CNTs и по този начин топлината се пренася в една посока по протежение на подреждането на CNTs. Разпределението и подреждането на топлопроводимите CNT пълнители са важни фактори, които влияят на преноса на фонони. Huang et al. демонстрират, че термопроводимият композит показва подобрение от 0,65 W/m/K с 0,3 тегловни % натоварване на VANTA, докато подобрената топлопроводимост на композит с 0,3 тегловни % натоварване на случайно диспергирани CNT е под 0,05 W/m/K. Tong и сътр. съобщават, че масивите от CNT могат да се използват ефективно като материали за топлинен интерфейс (TIM) поради високата им проводимост, която според тях е ~10^5 W/m^2/K. Материалите за топлинен интерфейс са материали, които могат да подобрят топлопроводимостта на повърхностите, като имат висока топлопроводимост; полезно е да се разполага с материали, които могат да бъдат проектирани така, че да пасват на всяка геометрия. Освен това геометрията на системите VANTA позволява анизотропен топлообмен. Ivanov et al. установиха, че с VANTA може да се постигне анизотропен топлообмен: те постигнаха топлинна дифузия до 2,10,2 cm^2/s, коефициенти на анизотропия до 72 и установиха, че топлопроводимостта е по-голяма от тази на материалите, използвани днес в микроелектрониката. Свойствата на топлопренасяне зависят в голяма степен от структурата на масива, така че методите, използвани за производството на продукта, трябва да бъдат еднакви и възпроизводими за широко използване. Дефектите в структурата също могат драстично да нарушат свойствата на топлопренасяне на материала.

### Слънчеви клетки
Вертикално подредени периодични масиви от въглеродни нанотръбички (CNT) се използват за създаване на топографски подобрени фотоволтаични клетки, улавящи светлината. CNTs формират задния контакт на устройството и служат като скеле за поддържане на фотоактивния хетеропреход. За отлагане на CdTe и CdS като материали от типа p/n се използва молекулярно-лъчева епитаксия, а за отлагане на конформно покритие от индий-оловен оксид като прозрачен горен контакт се използва йонно-асистирано отлагане. Произведеният фототок "на cm2 площ" за устройството, базирано на CNT, е 63 пъти по-голям от този на наличното в търговската мрежа плоскостно устройство от монокристален силиций.

### Транзистори
VANTA от SWNTs с идеално линейна геометрия са приложими като високопроизводителни p- и n-канални транзистори и униполярни и комплементарни логически гейтове. Отличните свойства на устройствата произтичат пряко от пълното отсъствие, в рамките на експерименталната неопределеност, на каквито и да било дефекти в масивите, определени от тръби или сегменти от тръби, които са неправилно подредени или имат нелинейни форми. Големият брой SWNT позволява отлични експлоатационни характеристики на ниво устройство и добра еднородност между отделните устройства, дори при SWNT, които са електронно разнородни. Измерванията на p- и n-канални транзистори, в които участват около 2100 SWNT, разкриват подвижност на ниво устройство и скалирана транскондуктивност, достигащи съответно около 1000 cm2 V-1 s-1 и 3000 S m-1, и с токови изходи до около 1 A в устройства, които използват интердигирани електроди.

### Нискодиелектричен материал
Материалите с ниско κ с ниски относителни диелектрични константи се използват като изолационни слоеве в интегралните схеми, за да се намали капацитетът на свързване. Относителната диелектрична константа на електрически изолиращите слоеве може да бъде намалена допълнително чрез въвеждане на кухини в материалите с ниска диелектрична константа. Ако се използват удължени и ориентирани пори, е възможно да се намали значително ефективната стойност на κ, без да се увеличава делът на обема на кухината в диелектрика. CNTs във VANTAs имат високо съотношение на страните и могат да се използват за въвеждане на удължени и ориентирани пори в диелектрик с ниска κ, за да се намали допълнително ефективната стойност κ на диелектрика.

### Поддръжка на катализатора
Паладий, поддържан от вертикално подредени многостенни въглеродни нанотръбички (Pd/VA-CNTs), се използва като катализатор за реакциите на C-C свързване на p-йоднонитробензен със стирен и етилакрилат под микровълново облъчване. Pd/VA-CNTs катализаторът показва по-висока активност в сравнение с Pd, поддържан върху активен въглен, при същите условия на реакция. Благодарение на микровълновото облъчване кинетиката на реакцията е силно ускорена в сравнение с тази, получена при традиционния режим на нагряване. Макроскопичната форма на подредената подложка от CNTs позволява лесно възстановяване на катализатора, като се избягват скъпите процеси на разделяне след реакцията. Освен това взаимодействието между активната фаза и опората води до незначително измиване на паладий по време на тестовете за рециклиране. Наблюдаваните резултати показват, че Pd/CNTs е рециклируема и стабилна хетерогенна каталитична система.

### Горивна клетка
Горивните клетки се състоят от три сандвич сегмента: анод, електролит и катод, в реакционна клетка, в която електричеството се произвежда вътре в горивните клетки чрез реакциите между външно гориво и окислител в присъствието на електролит. В анода се намира катализатор, който окислява горивото, превръщайки го в положително заредени йони и отрицателно заредени електрони. Това гориво обикновено е водород, въглеводороди и алкохоли. Електролитът блокира преноса на електрони, като същевременно провежда йони. Йоните, преминаващи през електролита, се съединяват отново на катода с електроните, преминаващи през товара по време на реакция с окислител, за да се получи вода или въглероден диоксид. Идеалните анодни опори за отлагане на каталитични наночастици са порести проводящи материали, за да се увеличи електрокаталитичната активност. Следователно VANTA са идеални материали поради присъщата им висока проводимост, голяма повърхност и стабилност в повечето електролити за горивни клетки. Типичен катализатор, отлаган върху VANTA аноди, е платината, която може да бъде електроотложена върху отделните CNTs на VANTA. Електрокаталитичната активност на анода е оптимална, когато Pt частиците са равномерно разпръснати във VANTA.
Gong et al. съобщават, че VANTAs, легирани с азот, могат да действат като безметален електрод с много по-добра електрокаталитична активност, дългосрочна стабилност на работа и толерантност към кросоувър ефект от платината за редукция на кислорода в алкални горивни клетки. В наситен с въздух 0,1 моларен калиев хидроксид е наблюдаван изходен потенциал в стационарно състояние от -80 миливолта и плътност на тока от 4,1 милиампера на квадратен сантиметър при -0,22 волта, в сравнение с -85 миливолта и 1,1 милиампера на квадратен сантиметър при -0,20 волта за платинено-въглероден електрод. Включването на електронно приемащи азотни атоми в конюгираната въглеродна равнина на нанотръбата изглежда придава относително висока плътност на положителния заряд върху съседните въглеродни атоми. Този ефект, съчетан с подреждането на легираните с азот CNT, осигурява четириелектронен път за реакциите на редукция на кислорода върху VANTA с превъзходна ефективност.

### Суперкондензатори
Подобно на обикновените кондензатори, суперкондензаторите и електромеханичните задвижвания на VANTA обикновено се състоят от два електрода, разделени от електронно изолиращ материал, който е йонно проводим в електрохимичните устройства. Капацитетът на обикновен плосък листов кондензатор зависи обратнопропорционално от разстоянието между електродите. За разлика от това капацитетът на електрохимично устройство зависи от разстоянието между заряда върху електрода и обратния заряд в електролита. Тъй като това разделение е около нанометър за CNT в електродите VANTA, в сравнение с микрометричните или по-големи разделения в обикновените диелектрични кондензатори, много големи капацитети са резултат от голямата повърхност на CNT, достъпна за електролита. Тези капацитети (обикновено 15 – 200 F/g, в зависимост от повърхностната площ на масива от нанотръбички) водят до инжектиране на големи количества заряд при прилагане само на няколко волта.
Футаба и др. съобщават за техника за формиране на суперкондензатори от сплескана VANTA чрез утаяване на изправените CNT чрез навлажняването им с течност. Капацитетът на твърдия ЕДЛК от СВЯТ е оценен на 20 F g-1 от разрядните криви на клетки, заредени при 2,5 V, за двуелектродна клетка и съответства на 80 F g-1 за триелектродна клетка. Енергийната плътност (W = CV2/2) е оценена на 69,4 W h kg-1 (от 80 F g-1), когато е нормализирана към теглото на един електрод.
В Pitkänen et al. е демонстрирано съхранение на енергия върху чип, като са използвани архитектури от силно подредени вертикални въглеродни нанотръбички, действащи като суперкондензатори, способни да осигурят голям капацитет на устройството. Ефективността на тези структури е допълнително увеличена чрез включване на електрохимично активни наночастици, като MnOx, за да се формират псевдокапацитивни архитектури, като по този начин се увеличава специфичният капацитет до 37 mF/cm2.

### Батерии
За разлика от ултракондензаторите, при които разтворителят на електролита не участва в механизма за съхранение на заряд, при батериите разтворителят на електролита допринася за междуфазата твърдо вещество-електролит. Литиево-йонните батерии обикновено се състоят от анод от активен въглен, катод от литиево-кобалтов оксид и органичен електролит. За да се постигнат по-добри електродни характеристики в сравнение с мрежите от произволни CNT и CNT композити, се използват VANTA, които осигуряват по-добър електронен транспорт и по-голяма повърхност.
Наноструктурните материали привличат все по-голямо внимание поради потенциала им да смекчат настоящите ограничения на електродите. Възможно е обаче използването на вертикално подредени многостенни въглеродни нанотръбички (VA-MWNTs) като активен електроден материал в литиево-йонни батерии. При ниски специфични токове тези VA-MWNTs са показали висок обратим специфичен капацитет (до 782 mAh g-1 при 57 mA g-1). Тази стойност е два пъти по-висока от теоретичния максимум за графит и десет пъти по-голяма от техния неангажиран еквивалент. Интересно е, че при много високи скорости на разряд VA-MWNT електродите запазват умерен специфичен капацитет поради подравнения си характер (166 mAh g-1 при 26 A g-1). Тези резултати показват, че VA-MWNT са добри кандидати за електроди за литиево-йонни батерии, които изискват висока скорост на разряд и капацитет.

## Бъдещ потенциал

### Космически асансьор
Благодарение на високата якост на опън и голямото съотношение на въглеродните нанотръбички, ВАНТА са потенциален материал за привързване за концепцията за космически асансьор.

### Замяна на силиция в транзисторите от следващо поколение
Въглеродните нанотръби имат много по-висока подвижност на носителите от силиция и по този начин могат да бъдат много по-бързи и по-енергийно ефективни, когато се използват в електрониката като заместител на силиция.

### Предизвикателства, възпрепятстващи комерсиализацията
Съществуват три основни проблема, които възпрепятстват комерсиализацията на технологии, базирани на въглеродни нанотръби в по-широк мащаб: Разделянето на металните и полупроводниковите нанотръбички, високото съпротивление на съединението поради много малката контактна площ и поставянето на нанотръбичките точно (с нанометрична резолюция) там, където трябва да се намират във веригата. Работи се усилено върху намаляването на контактното съпротивление в устройствата с въглеродни нанотръбички. Изследователи от Калифорнийския университет в Бъркли установиха, че добавянето на междуфазов графитен слой по време на синтеза намалява съпротивлението на съединението. Изследователи от IBM Watson също така са прикрепили химически скелети в основната контактна точка на нанотръбата с подобен ефект.